# John Owen Stone
John Owen Stone (ur. 31 stycznia 1929 w Perth, zm. 17 lipca 2025 w Sydney) – australijski polityk, senator.

## Działalność publiczna
Był politykiem Narodowej Partii Australii i w okresie od 1987 do 1990 zasiadał w Senacie reprezentując stan Queensland.